# Joanne Whalley
Joanne Whalley, född 25 augusti 1961 i Salford i Greater Manchester, är en brittisk skådespelerska. 
Whalley är bland annat känd för sin roll som Sorsha i filmen Willow och som Scarlett O'Hara i miniserien Scarlett. 
Hon föddes i Salford men växte upp i Stockport. Whalley var gift med Val Kilmer 1988–1996, som hon träffade under inspelningen av Willow. De har två barn tillsammans.

## Filmografi (urval)
- 1974–1976 – Coronation Street (TV-serie) (3 avsnitt)
- 1977 – Hem till gården (TV-serie) (6 avsnitt)
- 1982 – Pink Floyd The Wall
- 1984 – En julsaga (TV-film)
- 1986 – Den sjungande detektiven (TV-serie) (6 avsnitt)
- 1988 – Willow
- 1988 – Att döda en präst
- 1989 - Döda mig igen
- 1990 – Navy SEALs
- 1991 - Dödligt spel
- 1989 – Skandalen
- 1994 - Mammas pojkar
- 1994 – Scarlett (TV-serie) (miniserie, huvudroll)
- 1994 - Under kniven
- 1997 – Mannen som visste för lite
- 2000 - Lust, mord och hämnd
- 2007 – Flood
- 2011–2012 – Gossip Girl (TV-serie) (7 avsnitt)
- 2011–2013 – The Borgias (TV-serie) (25 avsnitt)
- 2017 – The White Princess (TV-serie) (6 avsnitt)
- 2018 – Daredevil (TV-serie) (9 avsnitt)
- 2022 – Willow (TV-serie) (3 avsnitt)